# ハイブリッドコースター 白鯨
ハイブリッドコースター 白鯨（英語: HAKUGEI）とは、ナガシマスパーランドにある大型ローラーコースターである。

## 概要
1994年から2018年まで同地で営業していた木製コースター「ホワイトサイクロン」を改修して作られた、木材と鋼鉄（スチール）を組み合わせたアジア初の「ハイブリッドコースター」である。ハイブリッドコースターとしては世界第2位の規模となっている。2019年3月28日に開業し、開業時には2時間待ちの行列ができた。

## 経緯
同園の関係者がアトラクション「4Dスピンコースター　嵐」（2017年3月10日開業）を新設するにあたり、アメリカの遊園地「シックス・フラッグス・フィエスタ・テキサス」を視察した際に、RMCが改造を手がけたハイブリッドコースター「Iron Rattler」に感銘を受け、導入に至った。導入にあたっては、RMCと直接契約することができなかったため、三精テクノロジーズを介して契約した。
同地に以前存在していたホワイトサイクロンの骨組みとして使われていたベイマツを約80％にあたる約4,064㎡再利用し、Rocky Mountain Construction社が自社の「I-Boxトラックテクノロジー」を使って改修した。木製では不可能だった外側90°カントや360度コークスクリューなど非常にアクロバティックなコースが特徴である。また、安全バーは下方から太ももと足首を押さえるものとなっており、それによって、体が座席から浮く時間が長く、宙に浮いているような浮遊感が味わえるようになっている。
設計においては「乗降場で客が転落しないか」「車両が途中で停止したら脱出できるか」などリスクに関する28のチェック項目が設けられ、完成までに約3年を要した。
設計を担当したアラン・シルキーは、IAAPA2018でのインタビューにおいて、白鯨について「乗り心地が激し過ぎて日本人にとっては準備不足だっただろうと思う」と語っている。

### 動画
1. ↑  Coaster StudiosAlan Schilke IAAPA 2018 Interview - RMC 2019, Raptor Track, and More! - YouTube（2018年11月15日）2023年10月12日閲覧。